# Cernusco Lombardone

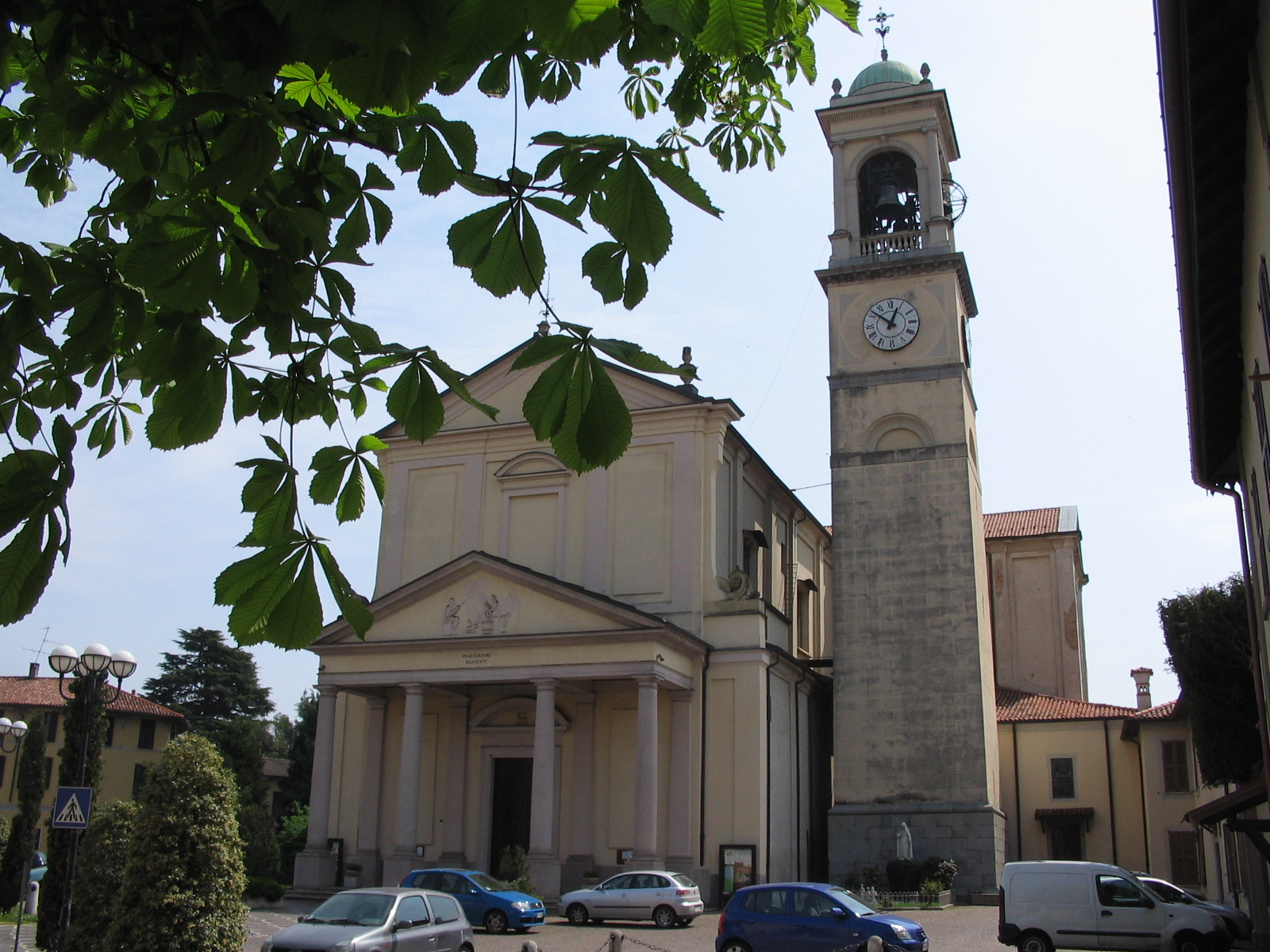
Pfarrkirche San Giovanni Battista

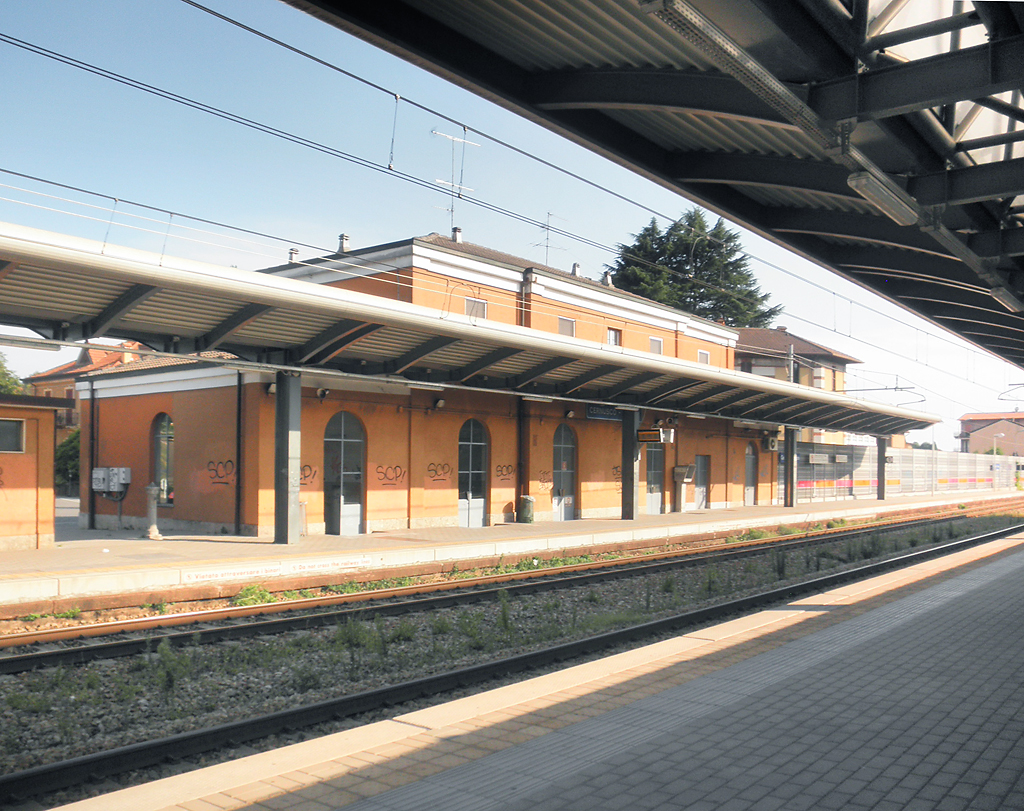
Bahnhof Cernusco-Merate

Cernusco Lombardone ist eine Gemeinde in der Provinz Lecco in der italienischen Region Lombardei mit 3845 Einwohnern (Stand 31. Dezember 2023).

## Geographie
Cernusco Lombardone liegt etwa 15 km südlich der Provinzhauptstadt Lecco und 30 km nordöstlich der Millionen-Metropole Mailand. Die Gemeinde umfasst die Fraktionen Fontanella, Moscoro, Moscoretto, Cavigiolo und Paravino. Im Jahr 1971 hatte die Gemeinde Cernusco Lombardone eine Fläche von 374 Hektar. 
Die Nachbargemeinden sind Merate, Montevecchia und Osnago.

## Geschichte
Der Ortsname wird in der Form Cixinusclo im Jahr 988 erwähnt. Consules von Cernusco werden 1283 erwähnt; die Gemeinde tam nobilium quam vicinorum 1286, und 1293 werden offitiales der Gemeinde erwähnt; wiederum im 13. Jahrhundert werden Bürgermeister der Gemeinde von Cernusco erwähnt. In den Statuten für die Straßen und Gewässer des Herzogtums Mailand wurde er in der Gemeinde Missaglia als el locho da Cernusgio Lombardone aufgeführt. Im Jahr 1411, mit der Bestätigung der bereits von Bernabò Visconti gewährten Immunitäten und Befreiungen für die Ghibellinen Montis Brianzie partium nostrarum Martexane superioris, und in der am 10. Juli 1412 dem Herzog von Mailand Filippo Maria Visconti geschworenen Urkunde, wurden omnia communia Montisbriantie contrate Martesane genannt, darunter auch Cernusco Lombardone.
Im Grundbuch des Herzogtums Mailand von 1558 und den nachfolgenden Aktualisierungen bis zum 17. Jahrhundert wird Cernusco Lombardone unter den Gemeinden der Pieve Missaglia aufgeführt. Cisnuscolo wurde auch in einer Übersicht aller Ländereien des Herzogtums Mailand und anderer mit ihnen für Salz besteuerter Ländereien aus dem Jahr 1572 aufgeführt. Aus den Antworten, die im Jahr 1751 auf die 45 Fragen der königlichen Volkszählung gegeben wurden, geht hervor, dass die Gemeinde Cernusco, die zur Pieve Missaglia gehörte, im Jahr 1647 von der Fehde befreit wurde, wie aus einer Aufteilung im Gemeindebuch hervorgeht, und alle fünfzehn Jahre 239 Lire zahlte. 
Nach der vorübergehenden Vereinigung der lombardischen Provinzen mit dem Königreich Sardinien wurde die Gemeinde Cernusco Lombardone mit 1.148 Einwohnern, die von einem Rat mit fünfzehn Mitgliedern und einem Rat mit zwei Mitgliedern verwaltet wurde, gemäß der durch das Gesetz vom 23. Oktober 1859 festgelegten Gebietsaufteilung in den vierten Bezirk von Missaglia, Bezirk III von Lecco, Provinz Como, eingegliedert.
Bei der Gründung des Königreichs Italien im Jahr 1861 hatte die Gemeinde 1.258 Einwohner (Volkszählung 1861). Nach dem Gemeindegesetz von 1865 wurde die Gemeinde von einem Bürgermeister, einer Junta und einem Rat verwaltet. Im Jahr 1867 wurde die Gemeinde in denselben Bezirk, Kreis und dieselbe Provinz eingegliedert (Verwaltungsbezirk 1867). In der Gemeinde lebende Bevölkerung: 1.308 Einwohner (Volkszählung 1871); 1.345 Einwohner (Volkszählung 1881); 1.859 Einwohner (Volkszählung 1901); 1.957 Einwohner (Volkszählung 1911); 2.008 Einwohner (Volkszählung 1921). 
Im Jahr 1924 wurde die Gemeinde in den Bezirk Lecco in der Provinz Como eingegliedert. Nach der Gemeindereform im Jahr 1926 wurde die Gemeinde von einem Podestà verwaltet. Im Jahr 1928 wurde die Gemeinde Cernusco Lombardone zur neuen Gemeinde Cernusco Montevecchia zusammengelegt. Die Gemeinde Cernusco Montevecchia, die zur Provinz Como gehört, wurde 1928 aus den aufgelösten Gemeinden Cernusco Lombardone und Montevecchia gebildet. Nach dem 1926 erlassenen Gesetz über die lokale Verwaltung wurde die Gemeinde von einem Podestà verwaltet. Nach der Gemeindereform von 1946 wurde die Gemeinde Cernusco Montevecchia von einem Bürgermeister, einer Junta und einem Gemeinderat verwaltet. Im Jahr 1966 wurde die Gemeinde Cernusco Montevecchia auf die neu gebildeten Gemeinden Cernusco Lombardone und Montevecchia aufgeteilt.

## Bevölkerung
| Bevölkerungsentwicklung | Bevölkerungsentwicklung | Bevölkerungsentwicklung | Bevölkerungsentwicklung | Bevölkerungsentwicklung | Bevölkerungsentwicklung | Bevölkerungsentwicklung | Bevölkerungsentwicklung | Bevölkerungsentwicklung | Bevölkerungsentwicklung | Bevölkerungsentwicklung | Bevölkerungsentwicklung | Bevölkerungsentwicklung | Bevölkerungsentwicklung | Bevölkerungsentwicklung | Bevölkerungsentwicklung |
| ----------------------- | ----------------------- | ----------------------- | ----------------------- | ----------------------- | ----------------------- | ----------------------- | ----------------------- | ----------------------- | ----------------------- | ----------------------- | ----------------------- | ----------------------- | ----------------------- | ----------------------- | ----------------------- |
| Jahr                    | 1861                    | 1871                    | 1881                    | 1901                    | 1911                    | 1921                    | 1931                    | 1951                    | 1961                    | 1971                    | 1981                    | 1991                    | 2001                    | 2011                    | 2022                    |
| Einwohner               | 1258                    | 1324                    | 1345                    | 1859                    | 1957                    | 2008                    | 2078                    | 2518                    | 2677                    | 2818                    | 3214                    | 3331                    | 3540                    | 3851                    | 3808                    |
| Quelle: ISTAT           |                         |                         |                         |                         |                         |                         |                         |                         |                         |                         |                         |                         |                         |                         |                         |

## Kultur und Sehenswürdigkeiten
- San Giovanni Battista – Fest der Ortspatrone am 24. Juni
- Pfarrkirche San Giovanni Battista[2]¨
- Oratorium Santi Dionigio e Lorenzo[3]
- Betkapelle von Villa Lurani Cernuschi[4]
- Centrale ENEL[5]

## Söhne- und Töchter der Stadt
- Luigi Cossa (* 1789 in Cernusco; † 1867 in Mailand), Münzschneider, Medailleur[6][7]
- Giovanni Lurani (1905–1995), Automobildesigner und Rennfahrer